# Bertrand de La Peine
Bertrand de La Peine, née à Avignon en mars 1962, est un écrivain français.

## Biographie
Il vit et travaille à Mayotte, en 2019.

## Œuvres
- Les Hémisphères de Magdebourg[1],[2], roman (Minuit, 2009)
- Bande-son[3], roman (Minuit, 2011)
- La Méthode Arbogast[4], roman (Minuit, 2013)